# 海洋汚染

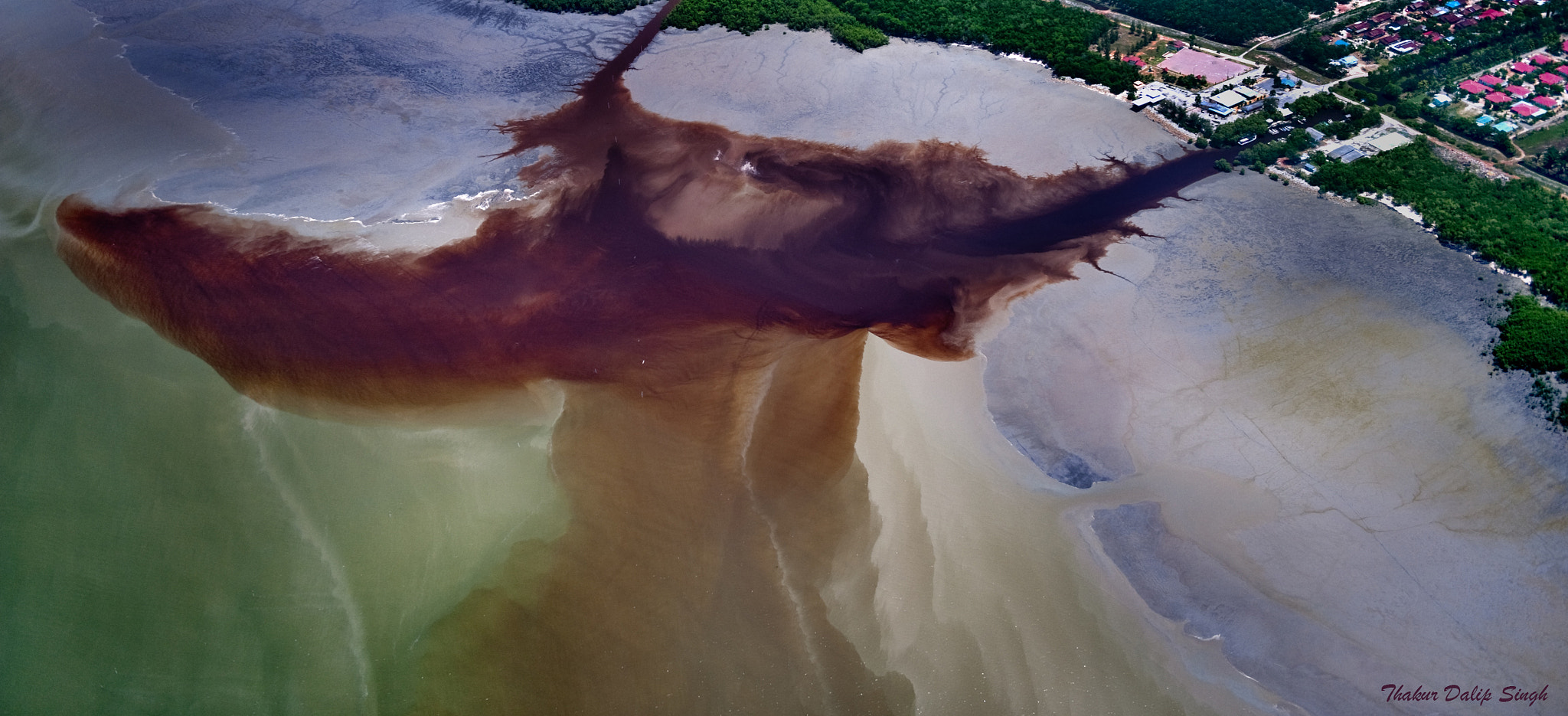
汚染されている海

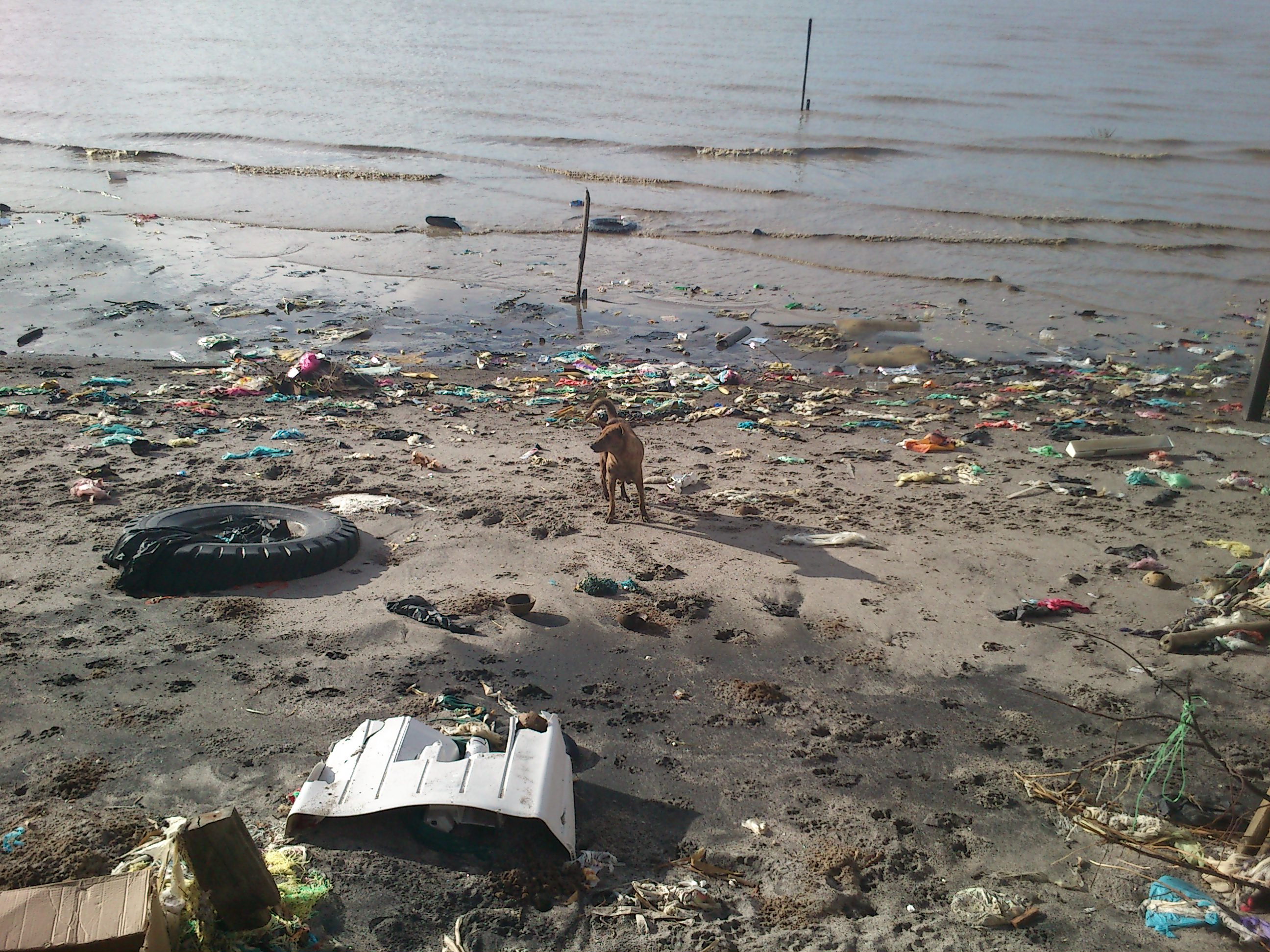
漂着したゴミ

海洋汚染（かいようおせん）とは、海域や海水が人間の活動によって排出された物質（廃棄物）で汚染されることをいう。このような廃棄物には、有毒な元素や化学物質だけでなく、一般家庭から排出される油脂やとぎ汁などのすべての有機物、ペットボトルなど様々な容器、農業用資材、ビニール袋などの腐食しにくいゴミ、近代の農業に不可欠な化学肥料、など多種多様なものがある。

## 定義
国連海洋法条約では「生物資源及び海洋生物に対する害、人の健康に対する危惧、海洋活動に対する障害、海水の利用による水質の悪化及び快適性の減少というような有害な結果をもたらし又はもたらす恐れのある物質又はエネルギーを人間が直接的又は間接的に海洋環境に持ち込むこと」とされている。

## 原因

### 人による汚染
大規模な環境破壊に通じる例として、戦争による石油関連施設の破壊、悪天候や人為的ミスによるタンカーの座礁による原油流出事故 がある。また、一見すると無害に思えるが汚染が長期的である有機物と栄養塩は、特定の水生生物の絶滅という決定的な破壊を引き起こしており、人口増加に比例して汚染量が増え続けるという問題を抱えている。現在では、ほとんど全ての国際主要河川の河口部で、富栄養化による赤潮や青潮が頻繁に起こっており、漁業に大きな被害が出ている。また、汚染によるヘドロの堆積と藻場の減少という問題は、海洋生物の産卵場所の減少を意味し、海洋生態系に深刻な影響を及ぼしている。
福島第一原発事故では対策後の汚染水が海に流出した。2013年6月には10000リットルあたり1100ベクレルのトリチウムが検出され、汚染された地下水が海へ流出していることが判明、7月には東京電力もこの事実を認めた。

### 化学物質による汚染
全地球的な海洋汚染となっているもののひとつに、環境中に放出された特定の有害物質（有機水銀、PCB、殺虫剤BHC などが有名である）がある。これらは、水に溶けて海へ流出した時点では低濃度であっても、プランクトンなどの海洋生物の体内に取り込まれると食物連鎖によって次々と生物濃縮が起こり、連鎖の頂点にいるマグロや鯨などには高濃度に蓄積する。このような生物を多量に食べると健康被害や知能の低下を引き起こすと言われている。

### 自然環境の変化に連動した汚染
海洋汚染のひとつに土砂の流入もある。人間が山の木を大量伐採したあとに大雨が降ると、自然状態とは数桁違う大量の土砂が河川に流れ込むため、産卵場所としての藻場や、珊瑚礁のような微妙な生態系に大きな影響を与えることになる。沖縄に大雨が降って海に土砂が流れ込むと、珊瑚礁にオニヒトデが異常発生することが知られている。

### 人間活動に伴う汚染

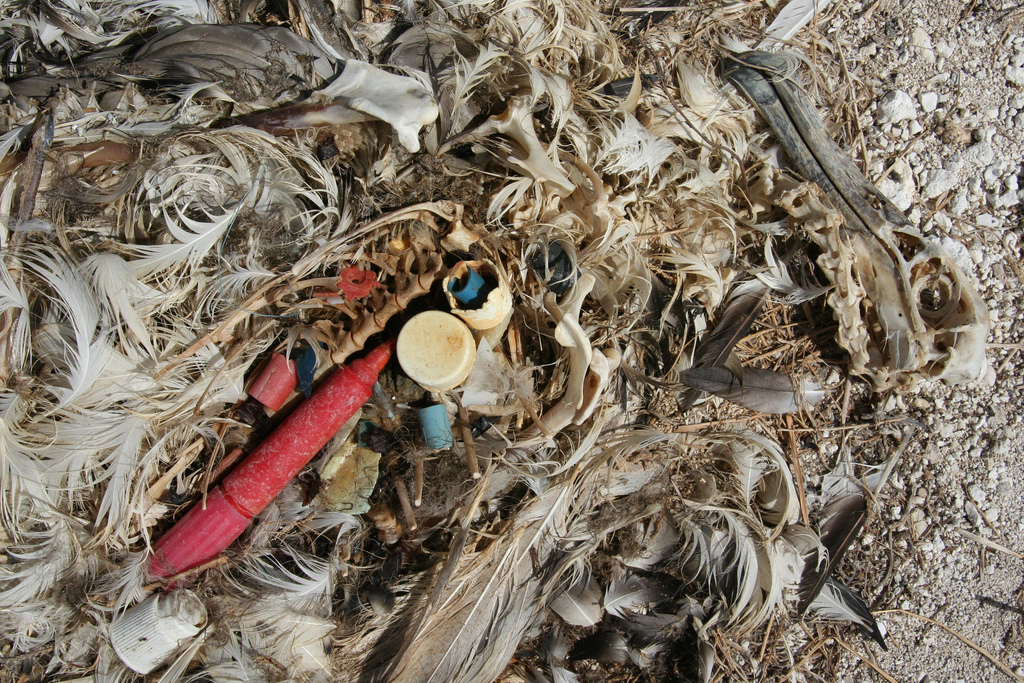
このアホウドリのひなは、親鳥によりプラスチックが混入した餌を与えられたとみられる

さらに近年、漂着ごみによる海岸への悪影響が深刻な問題となりつつあり、太平洋ゴミベルトといわれるゴミの山が渦巻く海域を生んでいる。中でもプラスチックの樹脂は水に溶けにくく形状を保持する性質があるため、海においても生態系に悪影響を及ぼす。米ジョージア大学の研究結果では、海に流出したプラスチックの量が、2010年の1年間だけで480万トンから最大1,270万トンにのぼると推計した。200種以上の海洋生物がプラスチックを誤飲、摂食していると懸念されている。ウミガメや大型魚類、鳥などがビニール袋をクラゲなどのエサと勘違いして食べ、消化管が詰まって死に至るという問題も起こっている。プラスチックは海水中でも物質として存続しやすいため、海流や波、風によって長い間漂流、循環する傾向がある。直径5mm以下のマイクロプラスチックなど小さく砕けて動物プランクトン、さらにそれを食べる魚など、食物連鎖にしたがって体内に入り込み、生態系に悪影響を与えている。これらのプラスチック片にはPCBなどの有害物質を付着し脂肪に濃縮されていることがある。このため2018年頃から、化学メーカーや大手小売チェーンなどがストローなどのプラスチック製品を生産・使用しない企業ポリシーを打ち出し始めた。
また、上記のような汚染だけではなく、漁獲資源の乱獲による海洋生態系の崩壊も問題になっており、これもまた広義の海洋汚染として認識されつつある。
1960年代からの大規模なトロール業の開始と、魚群探知機などに代表される行き過ぎた漁業技術の進歩により、現在では多くの大型魚類資源がかつての量の10%以下となっており、絶滅も心配されている。この結果、主要な小型魚種の不安定的な資源量変動が生じ、海洋生態系を構成する生態系ピラミッドの改変（クラゲやヒトデなどの大発生に代表される、いわゆる「海のスライム化」）の要因のひとつと考えられている。
排水の規制により、河川水質は一定改善されたが、閉鎖性水域の水質が改善されない原因として、底質汚染の問題があり、底質汚染が水質汚染の原因と一つとなっている。このため、国土交通省は技術的資料や、考え方などを2007年にとりまとめ、対応している。

## 対策
- オイルフェンス
- 油水分離装置（英語版）
- The Ocean Cleanup（英語版） - 海洋ゴミ回収非営利団体
- 環境基準
- ジャック＝イヴ・クストー - フランスの海洋学者

### 海洋清掃船
海洋汚染のひとつである、化学物質や原油、漂流物を取り除くことを目的として作られた船を海洋清掃船という。日本では、べいくりんなど、国土交通省と各地方整備局が清掃船を使い、港や海の汚染を除去している。

### 国連の持続可能な開発目標(SDGs)ターゲット14.1
国連の持続可能な開発目標(SDGS)のターゲット14.1では「2025年までに、海洋堆積物や富栄養化を含む、特に陸上活動による汚染など、あらゆる種類の海洋汚染を防止し、大幅に削減する。」と定めており、その防止と削減のプログラムが計画・実行され始めている。

### 法律
国際
- ロンドン条約 (1972年)
- 海洋法に関する国際連合条約
- バーゼル条約
- 2009年の船舶の安全かつ環境上適正な再資源化のための香港国際条約(通称：シップリサイクル条約)
- マルポール条約 - 海難事故での海洋汚染防止法
- 残留性有機汚染物質に関するストックホルム条約
- 油による汚染損害の補償のための国際基金の設立に関する国際条約
- 東アジア海域環境管理パートナーシップ（英語版）

国ごと
- Clean Water Act（英語版） - アメリカ
- Marine Protection, Research, and Sanctuaries Act of 1972（英語版） - アメリカ
- 海洋汚染等及び海上災害の防止に関する法律 - 日本
- 水質汚濁防止法 - 日本
- 海岸漂着物処理推進法 - 日本